# Alain Bernard (football)
Pour les articles homonymes, voir Bernard et Alain Bernard (homonymie).
Alain Bernard, né le 25 septembre 1953 à Hyères et mort le 25 janvier 2019 à Cherbourg-en-Cotentin, est un footballeur français. Attaquant, il évolue principalement chez les professionnels avec le Stade rennais durant les années 1970, avant de multiplier les clubs par la suite, puis de terminer sa carrière à l'AS Cherbourg, au niveau semi-professionnel.

## Biographie
Né à Hyères le 25 septembre 1953, Alain Bernard évolue chez les jeunes au club de l'Octeville Hague Sport, près de Cherbourg. C'est là qu'il est repéré par le Stade rennais, club professionnel breton, en 1973.
Alain Bernard fait ses débuts en Division 1 le 1er septembre 1973, lors d'un match disputé par le Stade rennais face au Racing Club de Lens au stade de la route de Lorient. Il remplace Daniel David durant la rencontre. Aligné soit en position d'avant-centre, soit sur l'aile droite, il est davantage utilisé durant la seconde partie de la saison 1973-1974, malgré l'arrivée de l'Ivoirien Laurent Pokou fin décembre 1973, et marque un total de deux buts pour sa première année professionnelle. La saison suivante, le jeune attaquant est encore très souvent remplaçant, et doit régulièrement changer de positionnement. René Cédolin et Antoine Cuissard, les deux entraîneurs qui se succèdent sur le banc du Stade rennais, l'alignent aussi bien à droite qu'à gauche, qu'en position d'avant-centre ou qu'en position de deuxième attaquant, derrière Pokou. Ce qui ne l'empêche pas, avec sept buts inscrits en championnat, de terminer deuxième meilleur buteur de son équipe derrière l'Ivoirien. Le Stade rennais, lui, est relégué en Division 2 à l'issue de cet exercice.
Malgré cette relégation, et le départ de plusieurs joueurs offensifs, dont Fantamady Keita, Raymond Keruzoré et Philippe Redon, le temps de jeu d'Alain Bernard se réduit lors de la saison 1975-1976, lors de laquelle il est surtout remplaçant derrière Hervé Guermeur, Pierre Dell'Oste, Jerzy Wilim ou encore le jeune Patrick Delamontagne. Le Stade rennais remonté en Division 1 pour la saison 1976-1977, sa situation reste relativement similaire. Il ne marque que deux buts, lors de la dernière journée de championnat contre le Nîmes Olympique au stade Jean-Bouin. De retour en Division 2, il ne dispute que la fin de saison 1977-1978, puis le début de la saison suivante sous les couleurs rennaises. Lors de cette dernière, il inscrit sept buts en l'espace de huit rencontres, dont un quadruplé face au SC Amiens.
En proie à des difficultés financières, le Stade rennais décide de le transférer pour se renflouer. Et Alain Bernard rejoint l'AS Angoulême, un autre club de deuxième division, en octobre 1978. Il y joue durant le reste de la saison, et marque onze buts, le meilleur total de sa carrière à ce niveau,. Des performances qui lui permettent d'attirer l'attention de l'AS Nancy-Lorraine, et d'y retrouver la Division 1 lors de la 1979-1980, alors que Michel Platini vient de quitter le club lorrain. Mais Alain Bernard peine à s'imposer à Nancy et ne parvient pas à convaincre le public, malgré son jeu collectif, avec deux buts marqués sur toute la saison. Il retrouve alors la D2, la Bretagne et René Cédolin en signant à l'En Avant de Guingamp, où il évolue durant la saison 1980-1981. Avec sept buts, il termine meilleur buteur de l'équipe costarmoricaine, à égalité avec Claude Colas et Yvan Le Quéré. En 1981, il quitte les divisions professionnelles pour retourner dans la Manche, et rejoint l'AS Cherbourg. Il y évolue durant sept ans, jusqu'en 1988, obtenant une montée de Division 4 en Division 3 en 1985.
Alain Bernard meurt le 28 janvier 2019, à l'âge de 65 ans.

## Statistiques
Le tableau suivant récapitule les statistiques d'Alain Bernard durant sa carrière professionnelle.
| Saison                | Club                  | Championnat           | Championnat | Championnat | Coupe(s) nationale(s) | Coupe(s) nationale(s) | Total | Total |
| Saison                | Club                  | Division              | M.          | B.          | M.                    | B.                    | M.    | B.    |
| 1973-1974             | Stade rennais FC      | D1                    | 17          | 2           | -                     | -                     | 17    | 2     |
| 1974-1975             | Stade rennais FC      | D1                    | 29          | 7           | 2                     | 1                     | 31    | 8     |
| 1975-1976             | Stade rennais FC      | D2                    | 26          | 6           | -                     | -                     | 26    | 6     |
| 1976-1977             | Stade rennais FC      | D1                    | 17          | 2           | -                     | -                     | 17    | 2     |
| 1977-1978             | Stade rennais FC      | D2                    | 11          | 4           | -                     | -                     | 11    | 4     |
| 1978-1979             | Stade rennais FC      | D2                    | 8           | 7           | -                     | -                     | 8     | 7     |
| 1978-1979             | AS Angoulême          | D2                    | 23          | 9           | 9                     | 2                     | 32    | 11    |
| 1979-1980             | AS Nancy-Lorraine     | D1                    | 25          | 2           | 1                     | 0                     | 26    | 2     |
| 1980-1981             | EA Guingamp           | D2                    | 31          | 7           | -                     | -                     | 31    | 7     |
| Total sur la carrière | Total sur la carrière | Total sur la carrière | 187         | 46          | 12                    | 3                     | 199   | 49    |